# Emanuel Osvaldo Díaz
Emanuel Osvaldo Díaz (n. 25 de septiembre de 1989, San Rafael, Provincia de Mendoza) es un futbolista argentino. Juega de volante ofensivo y su equipo actual es Chaco For Ever de la Primera B Nacional (segunda división del fútbol argentino). 

## Características
Es un volante de creación, buen traslado del balón y el encargado de la pelota parada. se posiciona de enganche y/o doble cinco con salida de juego.

## Clubes
Actualizado el 18 de octubre de 2020.
| Club                    | País      | Año             | pj  | goles |
| ----------------------- | --------- | --------------- | --- | ----- |
| Huracán de San Rafael   | Argentina | 2009 - 2015     | 91  | 16    |
| Independiente Rivadavia | Argentina | 2016            | 7   | 0     |
| Gutiérrez Sport Club    | Argentina | 2016 - 2018     | 54  | 3     |
| Estudiantes (San Luis)  | Argentina | 2018 - 2020     | 44  | 4     |
| Chaco For Ever          | Argentina | 2020 - presente | 0   | 0     |
| Total                   |           |                 | 196 | 23    |